# Volokonovskij rajon
Il Volokonovskij rajon (in russo Волоконовский район?) è un rajon dell'Oblast' di Belgorod, nella Russia europea. Istituito nel 1928, ha come capoluogo Volokonovka, ricopre una superficie di 1.287,7 km2 ed ospitava nel 2010 una popolazione di circa 33.000 abitanti.